# Drăgușani, Bacău
Drăgușani este un sat în comuna Parava din județul Bacău, Moldova, România.